# Samsung I900 Omnia
O I900 Omnia é um smartphone da Samsung.

## Descrição
A tela de 3,2 polegadas (240x400 pixels) ocupa quase todo o aparelho. Ele vem com um trackpad pequenininho, que ajuda quando os botões na tela forem muito pequenos para clicar com o dedo, além de um accelerometer (ainda raro em dispositivos com Windows Mobile), que gira automaticamente a tela quando o aparelho é deitado. O aparelho é quad-band (850/900/1800/1900 MHz), suportanto tanto WCDMA quanto GSM, além de acessar redes HSDPA e EDGE.
Há uma versão com 8 GB e outra com 16 GB de memória flash para armazenamento interno, além de um slot microSD, permitindo usar mais 8 GB de espaço extra. Traz uma câmera de 5 megapixel com software de detecção de face e sorriso, além de auto-foco. O acesso a Internet pode se dar em até 7.2 Mbps HSDPA em redes 3G suportadas, e via Wi-Fi para outras áreas. Traz ainda um sintonizador FM, Bluetooth e GPS.

## Concorrentes
- K850i, da Sony Ericsson
- iPhone 3G, da Apple
- Viewty, da LG
- Nokia 5800 XpressMusic, da Nokia

## Versões
- I900 8GB
- I900 16GB